# أزهري محمد علي
أزهري محمد علي (19 نوفمبر 1954)، هو شاعر سوداني معاصر، وإعلامي وناشط في العمل الثقافى.
نشأته وحياته
ولد الشاعر في 19 نوفمبر 1954م في قرية المكنية وهي قرية صغيرة بالمتمة ولاية نهرالنيل، وفقد والديه وهو لم يتجاوز الرابعة من عمره.
بدأ حياته كعامل في مصنع النسيج بالحصاحيصا ثم شكل بشعره ثنائية مع المبدع مصطفى سيد أحمد ود المقبول.
من قصائده الشعرية
- طوبى للغرباء
- خريف الدم
- أبداكي من وين
- صابرة في رثاء حميد
- صالحه
- التفاصيل
- مشتاقين في رثاء مصطفي سيد احمد
- نورا
- خمسة سنين كمان لي شنو
- وحكمونا بسوط العنج
- وضاحه
- انا ماشي لي البيت القبيل